# Justin Vanbrabandt
Justin Vanbrabandt (14 september 1989) is een Belgische voetbalspeler die zijn hele carrière reeds uitkomt voor KV Kortrijk. Zijn positie is doelman. Bij KV Kortrijk is Vanbrabandt de derde doelman, na Peter Mollez en Kristof Van Hout.
Sinds het seizoen 2007-08 maakt Vanbrabandt deel uit van de A-kern.